# Yakovlev Yak-52
Lo Yakovlev Yak-52 (in cirillico Яковлев Як-52) è un velivolo da addestramento di base, dotato di capacità acrobatiche, progettato dall'OKB 115 Jakovlev diretto da Aleksandr Sergeevič Jakovlev e sviluppato in Unione Sovietica  negli anni settanta. In seguito agli accordi commerciali stabiliti dal COMECON, fu in seguito prodotto anche dall'azienda aeronautica romena IAv Bacău (diventata poi Aerostar).
Impiegato dal 1979 dalla Sovetskie Voenno-vozdušnye sily (VVS), l'Aeronautica militare dell'Unione Sovietica, al momento della sua dissoluzione venne incorporato in alcune aeronautiche militari delle nuove realtà geopolitiche rimanendo tuttora operativo.
Caratterizzato da un'impostazione classica, monomotore ad ala bassa, ha un abitacolo che può ospitare 2 posti in tandem.

## Utilizzatori

### Civili
Spagna/ Portogallo
- Yakstars

la pattuglia acrobatica ispano-portoghese Yakstard ha ricevuto 6 vecchi Yak-52 costruiti in Romania negli anni ottanta del XX secolo. Uno dei sei esemplari in organico è stato perso in un incidente il 2 giugno 2024 dopo una collisione con un altro Yak-52 che, però, è riuscito ad atterrare anche se danneggiato.

### Militari
Armenia
- Hayastani R'azmao'dayin Owjher

opera con 10 esemplari di Yak-52 a novembre 2015.
 Georgia
- Sak'art'velos samxedro-sahaero dzalebi

4 Yak-52 ricevuti, uno in servizio al luglio 2020.
 Romania
- Forțele Aeriene Române

30 Yak-52 entrati in servizio a partire dal 1985.
 Ungheria
- Magyar légierő

opera con 7 esemplari di Yak-52.
 Vietnam
- Không Quân Nhân Dân Việt Nam

opera con 36 esemplari di Yak-52.

### Passati
Unione Sovietica
- DOSAAF
- Sovetskie Voenno-vozdušnye sily

## Velivoli comparabili
Cina
- Nanchang CJ-6

## Esemplari attualmente esistenti
Essendo un modello di agevole manutenzione e di recente produzione molti sono ancora gli Yak-52 utilizzati sia dai reparti di addestramento militari di diverse nazioni mondiali che impiegati nell'aviazione generale civile da diporto ed addestramento.
Tra i vari esemplari presenti nelle collezioni museali si segnala lo Yak-52 con marche 35 è conservato al Museo dell'aviazione di Bucarest.
Tra i vari esemplari in condizioni di volo presenti in Italia vi è quello utilizzato dell'aeroclub di Casale Monferrato e quello utilizzato per esibizioni acrobatiche all' aeroclub di Sassuolo (MO).